# أخدود (تشريح)
الأخدود أي شق ، وهو مصطلح في علم التشريح يطلق على شقوق في جسم الإنسان.
يتواجد أنواع مختلفة من الشقوق في الجسم، يتضمن ذلك واحدة تقع بين نصفي الدماغ على سطح المخيخ حيث يقع النخاع.
أيضا هذه الشقوق تتواجد في الاظافر والحلق.